# Flerspelarspel
Flerspelarspel (engelska: multiplayer game) kallas spel (oftast avseende datorspel) som spelas i flerspelarläge (även kallat flerspelare, engelska: multiplayer) jämte enspelarläge, vilket innebär att flera personer deltar i spelet samtidigt.
I flerspelarläge kan spelare antingen spela mot varandra i olika lägen, exempelvis alla mot alla eller indelade i lag, alternativt kooperativt mot datorkontrollerade fiender och dito.
Vissa spel har stöd för spelläget "delad skärm" (engelska: split screen), där flera spelarna kan dela på en och samma enhet med tillhörande bildskärm genom att skärmen visar flera spelfält, end per spelare. I modern tid spelar flerspelarspel framförallt över nätverk, så kallade onlinespel, där var spelare sitter vid en egen spelstation. En variant på onlinespel är massiva flerspelaronlinespel (engelska: Massively Multiplayer Online Game, kort MMO) och innebär att många människor från hela världen ansluter för att spela ett och samma spel ofta på olika servrar. World of Warcraft är ett typiskt exempel på ett sådant spel.

## Spellägen
I listan nedan finns exempel på vanligt förekommande spellägen där spelarna samarbetar eller tävlar mot varandra, enskilt eller i lag:
- Bombdesarmering (desarmera bomben)
- Deathmatch (alla mot alla)
- Gisslandfritagning (rädda gisslan)
- Herre på täppan
- Kooperativt spelande (samspelarläge)
- Fånga flaggan